# Дарко Тешовић
Дарко Тешовић (Београд, 3. август 1970) бивши је српски фудбалер, а данашњи фудбалски тренер.

## Играчка каријера
Тешовић је прошао млађе категорије Партизана, али је након омладинског стажа и одслуженог војног рока, отишао у  београдски Раднички, за који ће играти две сезоне. У Партизан се вратио 1993. године и наредних шест сезона је провео у свом матичном клубу. Освојио је за то време четири титуле првака, те два купа.
У прве четири сезоне, Тешовић је био стандардан првотимац, док је у последње две сезоне имао мању минутажу. За Партизан је наступио на 154 такмичарске утакмице и постигао је 29 голова, од којих је можда најзначајнији онај који је постигао у 101. вечитом дербију, када је Партизан победио Црвену звезду као гост после пуних 18 година.
Након Партизана је 1999. прешао у грчки Етникос, а последње године играчке каријере провео је у екипи Будућности из Банатског Двора.

## Тренерска каријера
Тренерску каријеру почео је у млађим категоријама београдског Радничког. Након тога је прешао у млађе категорије Партизана где је провео седам и по година. У сезони 2016/17. био је помоћник свом куму Владану Милојевићу у Паниониосу. Први самостално посао имао је у српсколигашу Радничком из Нове Пазове. Након тога се преселио ранг више, у Прву лигу Србије, где је од јуна до октобра 2018. водио Раднички 1923 из Крагујевца.
У октобру 2018. преузео је суперлигаша Мачву из Шапца. Са Мачвом је у сезони 2018/19. завршио на 12. месту Суперлиге Србије. На почетку наредне 2019/20. сезоне, Мачва је у првих шест кола забележила пет пораза и један реми па је Тешовић добио отказ крајем августа 2019. године.
У септембру 2019. постао је шеф стручног штаба Новог Пазара. На клупи Новог Пазара је био до 19. новембра исте године када је смењен након серије од пет мечева без победе, у којима је Пазар четири пута изгубио. Тешовић се на клупи Пазараца задржао нешто дуже од два месеца, а са екипом је остварио четири победе, три нерешена исхода и пет пораза. Између 2020. и 2023. године радио је као помоћни тренер Владану Милојевићу у Ал Ахлију из Џеде, АЕК-у из Атине и Ел Етифаку из Дамама.
У марту 2023. постављен је за тренера Радничког из Сремске Митровице, али је смењен у септембру исте године након серије лоших резултата. У марту 2024. постављен је за тренера прволигаша  РФК Нови Сад 1921.

## Трофеји

### Партизан
- Првенство СР Југославије (4): 1993/94, 1995/96, 1996/97, 1998/99.
- Куп СР Југославије (2): 1993/94, 1997/98.